# Melanie Paul
Melanie Paul (* 27. Oktober 2000 in Buenos Aires) ist eine deutsche Beachvolleyballspielerin.

## Karriere
Paul wuchs in Santiago de Chile auf, wo sie an der deutschen Schule Volleyball und Beachvolleyball spielte. 2017 trat sie mit Stephanie Borgstedt und Camila Gómez für Chile bei den ISF World Schools Beach Volleyball Championships in Tahiti an und gewann Bronze. Von 2019 bis 2022 spielte sie während ihres Studiums an der Pepperdine University in Malibu, Kalifornien jeweils im Winterhalbjahr mit verschiedenen Partnerinnen Beachvolleyball.
2020 war Paul zunächst mit ihrer älteren Schwester Mariela Paul und später mit Laura Mählmann auch auf deutschen Turnieren aktiv. 2021 nahmen Mählmann/Paul an der deutschen Meisterschaft teil und belegten Platz neun.
Mit Nele Schmitt qualifizierte sich Paul über die German Beach Tour 2022 erneut für die deutsche Meisterschaft und wurde hier Siebte. Außerdem erreichten Paul/Schmitt auf der World Beach Pro Tour 2022 beim Future-Turnier in Cortegaça den zweiten Platz. Seit 2023 spielt Melanie Paul mit Hanna-Marie Schieder zusammen. Ihr erstes gemeinsames internationales Turnier bestritten die beiden in Frankreich. Aus der Qualifikation heraus starteten sie beim Future in Lille. Acht Spiele später standen sie zum ersten Mal in ihrer Karriere auf der obersten Stufe des Podests bei einem FIVB World Tour Event.
Im Jahr 2023 gewannen Paul/Schieder das Turnier der German Beach Tour in München, was für beide den ersten Turniersieg bei der höchsten deutschen Serie bedeutete. Bei der deutschen Meisterschaft wurden sie Neunte.
2024 startete Paul auch mit Schieder und anderen Partnerinnen. Mit Lea Sophie Kunst erreichte sie auf der German Beach Tour 2024 in Kühlungsborn die Plätze zwei und fünf. Bei der Deutschen Meisterschaft 2024 erreichten Paul/Schieder Platz neun.
2025 spielt Paul fest mit Lea Sophie Kunst. Im Mai erreichten die beiden beim ersten Stopp der German Beach Tour in Düsseldorf sowie beim Challenge-Event im chinesischen Xiamen jeweils Platz drei. Das Turnier in Hamburg Ende Mai/Anfang Juni gewannen Kunst/Paul. Nach einem neunten Platz beim Challenge in Stare Jabłonki erreichten sie im Juli auf den beiden Turnieren der German Beach Tour in München die Plätze drei und eins.
Für die Beachvolleyball Europameisterschaften 2025 in Düsseldorf waren Kunst/Paul qualifiziert. Kurz vor der EM wurde Melanie Paul jedoch vom FIVB die Spielberechtigung für Deutschland aberkannt. Nach den, kurz vor der EM verschärften, Regeln des FIVB ist Chile ihre 'Federation of Origin'.